# Сехадете Мекули
Сехадете Мекули (на албански: Sehadete Mekuli) е югославска и косовска лекарка, гинеколожка, университетска преподавателка и общественичка от албански произход. Мекули става известна с това, че се грижи за ранените ученици от албанските протести в 1981 година в Косово, по време на които албанците искат повече автономия в рамките на Югославската федерация. В резултат на нейните действия ѝ е отказана пълна професура в Медицинския факултет на Прищинския университет и тя е принудена да се пенсионира в 1988 година. Мекули е вдъхновението за героинята Теута Шкрели в романа на Исмаил Кадаре „Замразената сватба“.

## Биография
Родена е като Сехадете Доко (Sehadete Doko) на 16 октомври 1928 година в албанско семейство в Охрид, тогава в Кралство Югославия. Завършва средно образование в родния си град и след това медицина в Скопския университет на 7 януари 1954 година. На 1 април 1954 година започва работа в Прищинската болница като гинеколожка и акушер-гинеколожка. Получава специалност по гинекология през 1960 година от Белградския университет. От 1960 до 1962 година е началник на акушеро-гинекологичното отделение на Прищинската болница. В 1963 година по политически причини напуска болницата и става началник на Диспансера в Здравния дом в Прищина. През януари 1968 година се връща на поста началник на акушеро-гинекологичното отделение на Прищинската болница. Тя също така разработва курс лекции за училища и пансиони за подобряване на здравното образование на момичетата.
След откриването на Прищинския университет в 1969 година е избрана за примариус на Медицинския факултет, открит в 1970 година. В 1973 година защитава докторат в Белградския университет на тема „Токсоплазмата при жената във фертилна възраст в САО Косово“ и става доцент в Прищинския университет в 1976 година. Участва в основаването на Дружеството на косовските лекари и редактира медицинското списание „Praxis medica“. От 1972 година е директор на Гинекологичната клиника към Медицинския факултет на Прищинския университет. Авторка е на статии в медицински списания.

### Албанските протести в Косово в 1981 година
В 1981 година Мекули се грижи за албанските студенти, ранени от полицията по време на протестите в Косово за по-голяма автономия на областта в Югославия. Тя е обвинена в „показване на прекалено усърдие“ в третирането на ранените и в подкрепа на техните искания. Поради действията ѝ Прищинският университет отказва да я повиши в редовен професори и е принудена да се пенсионира предварително през октомври 1988 година.
След разпадането на Югославия в 1989 година всички здравни работници в клиниката са уволнени. В 1996 година Мекули отваря акушеро-гинекологична клиника с подкрепата на благотворителната фондация на Майка Тереза, която привлича гинеколози от цяло Косово.
Работата на Мекули вдъхновява героинята Теута Шкрели в романа на Исмаил Кадаре „Замразената сватба“ (на албански: Krushqit jane te ngrire).
В 1997 година Форумът на жените в Косово я обявава за водеща интелектуалка на Косово.

## Личен живот
Женена е за албанския поет Есад Мекули (1916–1993), с когото има две деца. Умира в Прищина на 12 ноември 2013 година.